# Emmersdorf an der Donau
Emmersdorf an der Donau är en ort och kommun  i Österrike. Den ligger i distriktet Melk i förbundslandet Niederösterreich, 80 km väster om huvudstaden Wien. 
Kommunen består av 13 orter (Ortschaften) (inom parentes invånarantal 1 januari 2024):

- Emmersdorf an der Donau (758)
- Fahnsdorf (71)
- Goßam (258)
- Grimsing (126)
- Hain (110)
- Hofamt (143)
- Luberegg (13)
- Mödelsdorf (23)
- Pömling (52)
- Rantenberg (36)
- Reith (27)
- St. Georgen (128)
- Schallemmersdorf (39)